# Valérie Mréjen
Valérie Mréjen, née en 1969 à Paris, est une romancière, plasticienne et vidéaste française. Elle développe son travail à partir d'événements du quotidien, de détails cruels et burlesques de l'existence, de souvenirs, de lieux communs ou de malentendus.
Ses œuvres ont été présentées dans de nombreuses expositions en France comme à l’étranger. Une rétrospective a eu lieu à la galerie du Jeu de paume en 2008.

## Biographie
Valérie Mréjen étudie à l'École nationale supérieure d'arts de Paris-Cergy, dont elle est diplômée en 1994. Elle tourne ses premières vidéos en 1997.
Dès la fin de ses études, elle commence à éditer de manière artisanale des petits livres illustrés, aujourd’hui réunis dans un album pour enfants (Une dispute et autres embrouilles, PetitPOL, 2004). Elle publie trois textes d'inspiration biographique chez Allia : Mon grand-père (1999), suivi de L’Agrume (2001) et de Eau sauvage (2004).
En 1996, elle est invitée d’honneur de l’Oulipo. En 2002-2003, elle est pensionnaire de la Villa Médicis.
En 2008, le Jeu de paume lui consacre une exposition monographique intitulée « La place de la Concorde ». L’exposition regroupe treize œuvres classiques du parcours artistique de Valérie Mréjen — Bouvet (1997), Au revoir, merci, bonne journée (1997), Une noix (1997), Sympa (1998)… —, cinq pièces nouvelles produites pour l'occasion ainsi qu'une sélection de films présentés à l’auditorium.
En 2010, elle est pensionnaire de la Villa Kujoyama à Kyoto.
En 2012, elle est à l’honneur du Centre Pompidou lors d’une soirée du Festival Hors Pistes, au Nouveau Festival avec une carte blanche autour de l'écrivain W. G. Sebald et pour l'exposition « Portraits de famille ».
En août 2013, six courts-métrages présentant des témoignages d'enfants sur le cinéma sont diffusés dans le cadre du festival Cinéma en plein air de La Villette à Paris.
Fin 2014, lors du festival du film de Vendôme, elle propose dans le cadre de la programmation « Littérature & Cinéma » une série de cinq nouvelles réunies sous le titre Hitch hike.
En 2021, la pièce de théâtre Gardien Party, qu'elle a coécrite avec le dramaturge Mohamed El Khatib,,, est présentée au grand public au MUCEM puis en tournée en France, Belgique et Luxembourg.

Elle s'associe une seconde fois à Mohamed El Khatib en 2022 en créant le centre d'art, LBO, au sein de l'EHPAD « Les blés d'or », près de Chambéry ,. Les deux artistes en assurent aussi le commissariat d'exposition du lieu.    
 (juillet 2023).

## Écrits
- La jeune artiste, Paris, P.O.L., 2023, 192 p. (ISBN 978-2-8180-5906-7)
- Troisième personne, P.O.L., 2017  (ISBN 978-2-8180-4158-1)
- Forêt noire, P.O.L, 2012  (ISBN 978-2-8180-1485-1)
- Pork and Milk, Allia, 2006  (ISBN 978-2-8448-5209-0)
- Trois quartiers (compilation des trois livres précédents), éd. J'ai Lu, 2005  (ISBN 2-290-34442-7)
- Eau sauvage, Allia, 2004  (ISBN 2-84485-136-3)
- Une dispute : et autres embrouilles, éd. petit POL, 2004  (ISBN 2-7510-0057-6)
- L'Agrume, Allia, 2001  (ISBN 2-84485-071-5)
- Mon grand-père, Allia, 1999  (ISBN 2-84485-009-X)
- La Liste des invités, Guère épais, 1998

## Filmographie partielle

### Long métrage
- 2011 : En ville coréalisé avec Bertrand Schefer, sélectionné en 2011 à la Quinzaine des réalisateurs à Cannes.

### Autres films
- Enfant chéri, court métrage, 2016, avec Jacques Nolot et Pascal Cervo[14]
- Exercice de fascination au milieu de la foule. 2011
- ABCDEFGHIJKLMNOP(Q)RSTUVWXYZ. 2011
- French Courvoisier. 2009
- Valvert, 2008[15]
- Pork and Milk. 2004

### Vidéos
- Sympa avec Lucia Sanchez
- Anne et Manuel avec Anne Consigny et Manuel Mazaudier
- Jocelyne avec Jocelyne Desverchère
- Le Projet avec Lucia Sanchez

## Expositions

### Expositions personnelles
- 2023 : Je collectionne les cartes postales[16], galerie Anne-Sarah Bénichou, Paris
- 2019 : Soustraction, Institut mémoires de l'édition contemporaine, Saint-Germain-la-Blanche-Herbe[17]
- 2018 : Mon cher fils, Centre d'art contemporain La Halle des bouchers, Vienne
- 2016 : Roots[18]
- 2015 : L’Année passée, Comédie de Béthune
- 2014 : Leur histoire, galerie Art & Essai, Rennes
- 2014 : Meilleur souvenir, 180, Rouen
- 2014 : Est-ce qu’on remarquera mon absence ?, galerie rue Visconti, Paris
- 2012 : Portraits de famille, galerie des enfants, centre Georges Pompidou, Paris
- 2011 : Institut Franco-japonais de Tokyo
- 2011 : Sismo, Matadero, Madrid
- 2010 : Ils respirent, Screening, Philadelphia, États-Unis
- 2009 : La Virreina, Barcelone
- 2008 : ¡ Cuenta ! cuenta ! Laboratorio Arte Alameda, Mexico
- 2008 : Passengers, Wattis Institute for Contemporary Arts, CCA, San Francisco
- 2008 : La place de la concorde, Jeu de paume[1], Paris
- 2004 : Galerie Serge le Borgne, Paris
- 2003 : Galerie du centre culturel français, Milan
- 2003 : Centre pour l’Image Contemporaine, Genève
- 2003 : Galerie Taché-Lévy, Bruxelles
- 2002 : Galerie cent8 – serge le borgne, Paris
- 2002 : Winslow Garage, Los Angeles
- 2001 : Château de Candiac (sur une proposition de Bob Calle)
- 2001 : Exciting, Art Brussels, Bruxelles
- 2000 : Artissima, foire de Turin (prix Artissima)
- 2000 : Galerie cent8- serge le borgne, Paris
- 2000 : CCC, Tours
- 2000 : Le Hall, École nationale des beaux-arts de Lyon
- 2000 : Vivre sa vie, Project room, Tramway, Glasgow
- 1999 : Espace Croisé, Lille
- 1998 : Logorrhées, centre d’art contemporain de Basse Normandie, Hérouville-Saint-Clair

### Expositions collectives
- 2014 : CICUS, Séville
- 2014 : Triennal de artes, Sorocaba, Sao Paulo
- 2013 : Side Effects, EKKM, Tallinn, Estonie
- 2013 : Fault Lines, Kadist Foundation, San Francisco
- 2012 : La fabrique des films, maison d’art Bernard Anthonioz
- 2011 : Blockbuster MARCO, Monterrey, Mexico, & MUAC, Mexico D.F.
- 2011 : Bien à vous, Red Brick Warehouse, Yokohama
- 2011 : Entre-temps, Minsheng Art Museum, Shanghai
- 2011 : L’énigme du portrait, MAC, Marseille
- 2010 : Everyday(s), Casino Luxembourg
- 2010 : And the Moral of the Story is… Witte de With, Rotterdam, Apex Art, New York
- 2009 : elles@centrepompidou, Centre Pompidou, Paris
- 2009 : Entre-Temps, MIS, São Paulo, Brésil
- 2009 : Abris, galerie Olivari-Veys, Bruxelles
- 2008 : VideoZone, Tel Aviv
- 2008 : Manifesta 7, Trento, Italie
- 2008 : C’est la vie, Académie des Beaux-arts de Kinshasa
- 2008 : Regarde, de tous tes yeux regarde, Musée des Beaux-arts de Nantes
- 2007 : Illuminations, Tate Modern, Londres
- 2007 : Passengers, Wattis Institute for Contemporary Arts, San Francisco
- 2007 : Explorations Narratives, Mois de la Photo à Montréal
- 2007 : Global feminisms, Brooklyn Museum, New York
- 2007 : Media Burn, Tate Modern, Londres
- 2007 : Airs de Paris, centre Pompidou, Paris
- 2006 : Notre histoire, Palais de Tokyo, Paris
- 2006 : Choosing My Religion, Kunstmuseum, Thoune, Suisse
- 2006 : Werkleitz Biennale Happy Believers, Allemagne
- 2006 : Leaving on a flat-bed picture plane, The Centre of Attention, Londres
- 2005 : Expérience de la durée, Biennale de Lyon
- 2005 : The Imaginary Number, KW Institute for Contemporary Art, Berlin
- 2005 : La actualidad revisada, La Tabacalera, San Sebastian
- 2005 : Participate ? Chinese European Art Center, Xiamen, Chine
- 2005 : Cosmique City Bled, Musée Zadkine, Paris, France
- 2004 : VideoZone, Herzliya Museum of Contemporary Art, Israël
- 2004 : Galerie cent8 – serge le borgne, Paris
- 2004 : D’une image qui ne serait pas du semblant, Passage de Retz, Paris
- 2003 : Chisenhale Gallery, Londres
- 2003 : Seethe, Catriona Jeffries Gallery, Vancouver, Canada
- 2003 : Sei, Académie de France à Rome, Villa Medici, Rome
- 2003 : Quand on pose une chose contre une autre, elles se touchent, Centre Régional d’Art Contemporain de Sète
- 2003 : The Process, KIASMA, Helsinki
- 2003 : Autori Party, Galerie Autori Cambi, Rome
- 2003 : Faiseurs d’histoires, FRAC Bretagne, galerie du TnB, Rennes
- 2002 : Attachment, Brugge 2002, Bruges
- 2002 : La vie devant soi, Centre départemental d’art contemporain, Albi et FRAC Languedoc Roussillon, Montpellier
- 2002 : Sans commune mesure, Le Fresnoy, Tourcoing
- 2002 : Récits, Abbaye-Saint-André, Centre d’art contemporain, Meymac
- 2002 : Parcours contemporain, Fontenay-Le-Comte
- 2002 : ForwArt a choice, BBL Cultural Centre, Bruxelles
- 2001 : Get that Balance, klub n + k, Hambourg
- 2001 : Love Me Love Me, La Périphérie, Paris
- 2001 : Marking The Territory, Museum of Modern Art, Dublin
- 2001 : All We Need IsA Preacher And A Motel, Friche de la Belle de Mai, Marseille
- 2001 : Alchimie de la rencontre, Frac Champagne-Ardenne, Reims
- 2000 : Prodige, Espace Paul Ricard, org. Robert Fleck, Paris
- 2000 : Big Torino, Biennale de Turin
- 2000 : Chroniques du Dehors et autres hypothèses, Centre National de la Photographie
- 2000 : Chapelle Sainte-Anne, Arles
- 2000 : Les témoins oculistes, Bruxelles
- 2000 : Sublime, Duende, Rotterdam
- 1999 : ARCO, Madrid
- 1999 : Situations compromettantes, galeries Anton Weller et Montenay-Giroux, Paris
- 1999 : It’s Comfy, Skuc Galerija, Ljublana
- 1999 : Dis.location, HARTware projekte, Dortmund
- 1999 : L’été indien, Frac Languedoc-Roussillon , Montpellier
- 1999 : Dialogues, Tramway, Glasgow
- 1998 : Bruitsecrets, CCC, Tours
- 1998 : Double rivage, Centre régional d’art contemporain de Sète
- 1998 : Les vrais héros s’amusent tout seuls, Les témoins oculistes, Bruxelles

## Décoration
- 2013 :  Chevalière de l'ordre des Arts et des Lettres

### Catalogues/DVD
- Soustraction. Extraire, cadrer, zoomer, éditions de l'IMEC, 2019. Catalogue de l'exposition Soustraction, Institut mémoires de l'édition contemporaine, 2019. Textes de Valérie Mréjen, Tania de Montaigne, Dominique Gilliot, Stéphane Bouquet, Bertrand Schefer et Laurent Mauvignier  (ISBN 978-2-35943-026-4).
- Ping Pong, éditions Allia, 2008. Catalogue-dvd de l’exposition monographique La place de la concorde,  Jeu de paume, 2008  (ISBN 978-2844852748).
- Valérie Mréjen (DVD), texte d'Élisabeth Lebovici, éditions Léo Scheer, 2005  (ISBN 2-91528-071-1).